# 大桥街道 (樟树市)
大桥街道，是中华人民共和国江西省宜春市樟树市下辖的一个乡镇级行政单位。

## 行政区划
大桥街道下辖以下地区：
东村社区、南上社区、大桥村、枧头村、土塘村、毗泽村、彭泽村、湾里村、下汽村、张家村、松湖村、溪园村、湖坪村和龙湾村。

## 交通
- 沪昆铁路：樟树站